# Belfegor
Eredetileg Baál-Peór, a démonológiában Belfegor (héberül: בעל פעור azaz baʿal-pəʿōr, a Septuagintában: βεελφεγωρ azaz Beelphegōr illetve a Vulgatában ennek nyomán: Beelphegor. Jelentése: a Peór (hegy) Ura, Peór Úr valószínűleg eredetileg Peór isten értelemben) egy démon, a középkori hagyományok szerint egyike a Pokol hét hercegének, aki felfedezésekhez segítheti az embert. Szintén a középkori elképzelések szerint a hét főbűn közül a restség démona.
Hazai egyéb névváltozatok: Belfagor (Machiavelli nyomán olasz helyesírás szerint) illetve Belphégor francia irodalmi és filmes hatásra.

## Eredete
A Peór-hegy nagy valószínűséggel a Nébó-hegytől kb. öt kilométerre északkeletre fekvő hegy. (Ókorival azonosítása, elhelyezkedése vitatott.) A hegy északi lábánál feküdt a Béth-Baál-Peór nevű város (a város nevének jelentése körülbelül: A Peór Urának Háza, Józsua könyve 13. fejezet 20. Béth-Peór alakban).
„Júdás apostol szavai szerint ő [Mózes] szabadította meg és vezette ki Izrael népét Egyiptomból, és ő vezette be az ígéret földjére, ahová Mózes, házas lévén, be nem mehetett, hanem meghalt Moáb földjén, s eltemették egy völgyben, Phegor, azaz Priaposz templomával szemben — ezt gyalázatnak is magyarázzák.”
Peór Ura, Baál Peór feltehetően eredetileg ősi kánaánita természeti (hegy) istenség volt, akinek tisztelőit az egyistenhit elterjedése után természetesen bálványimádóknak tekintettek. Csak a későbbiekben lett kifejezetten ördögi, démoni alak belőle.
Valószínűleg nem Baál isten tiszteletének a helyi változatáról lehetett szó, hanem tőle különböző isteni személyről, akinek csupán a címe a Baál, azaz magyarul Úr. (Általánosabb kérdés, hogy a Föníciától és Asszíriától távolabb eső kánaáni területeken tisztelt baálok azonosak-e Baál istennel, vagy különböző istenek. Egyes leletek az azonosságra mutatnak, mások az ellenkezőjére. Lehetséges, hogy ez időben is változott, és egyes baálokat elkezdtek a későbbiekben Baál istennel azonosítani. Nem kizárt, hogy Peór isten esetében is ez történt.)
A személye körüli ellentmondások kialakulása elejét vették az olyan jellegű vallási spekulációknak, hogy a Sion hegy istene eredetileg nem hasonló kánaáni isten, esetleg maga Baál volt-e.

## Ábrázolása

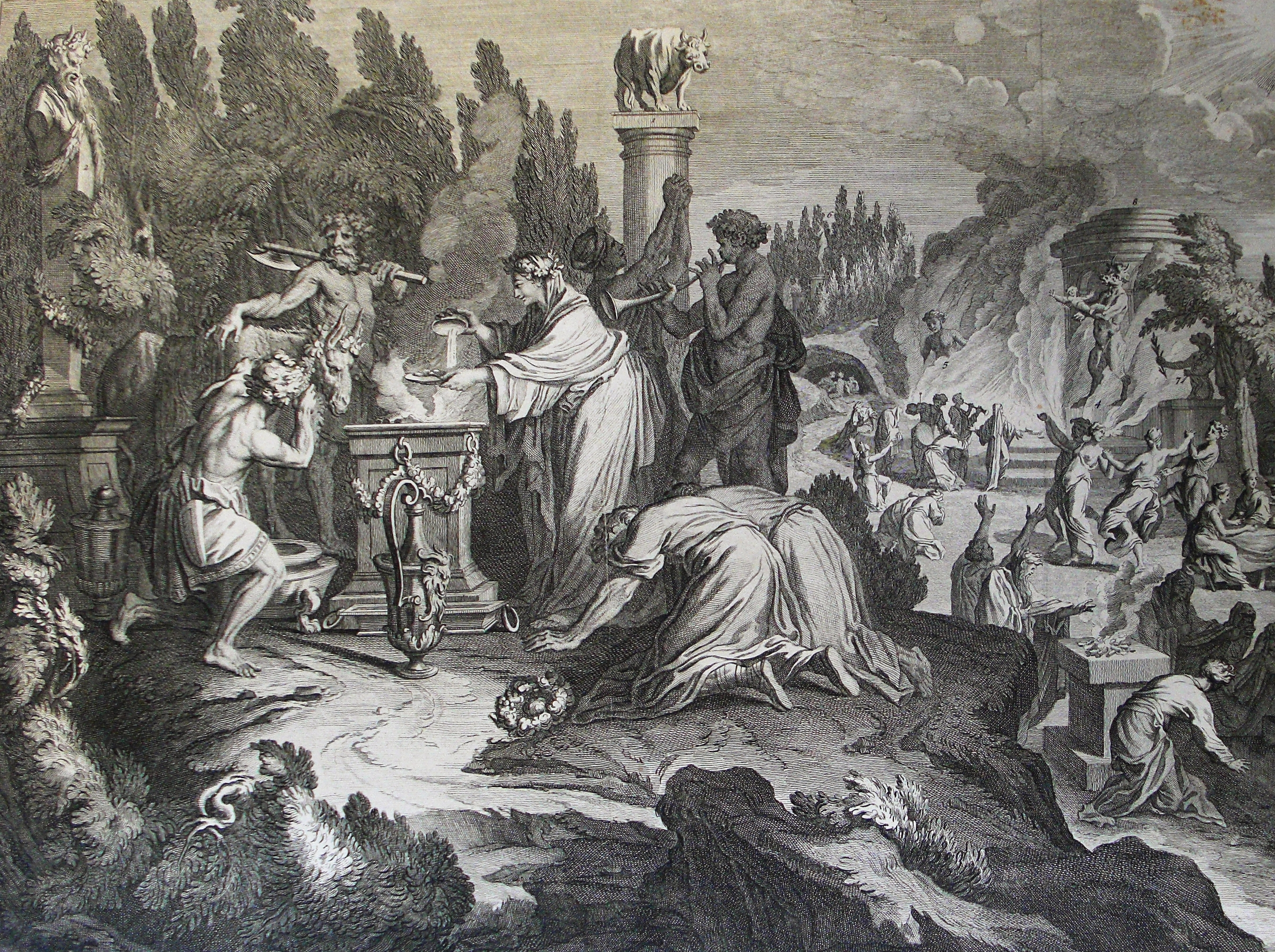
Baál-Peór bálvány imádói. Phillip Medhurst gyűjteményéből. Biblia illusztráció Mózes negyedik könyvéhez (a Számok könyvéhez).

Tisztelői eredetileg feltehetően magát a hegyet részesítették vallásos tiszteletben. Azonban megbotránkoztató ábrázolása (fallosz) és a hozzá kapcsolódó szabados rítusok elősegítették, hogy alakja démonivá alakuljon az egyistenhívők szemében.
Sevillai Szent Izidor szerint ebben az időben a Peor hegy (nála Phegor hegy) tetején bálványszobra állt. Továbbá a rómaiak Priaposszal azonosították:
„Belphegort a gyalázat bálványának magyarázzák; egy ilyen bálvány állt ugyanis Moab földjén, amelyet Baalnak neveztek, Phegor hegyének tetején. A latinok Priaposznak, a kertek istenének nevezik ezt.”
A középkori démonológia a többi ördöghöz hasonló alakot formált belőle.
A XX. században a köztudatba a népszerű francia tévéfilmsorozat (Belphegor, avagy a Louvre fantomja) nyomán az egyiptomi Oziriszhez hasonló szoborábrázolás került, de ez a művészi fantázia terméke. Semmilyen utalás sem lelhető fel arra vonatkozóan, hogy Baált vagy Baál Peórt valaha is Ozirisszal azonosították volna. Annak ellenére, hogy a Baálhoz kapcsolódó történetek egy része (pl. halála) nagyon hasonló.
Egyes, főleg ugariti ábrázolásokon Baál koronája azonban valóban a felső-egyiptomi un. fehér koronára hasonlít, Melkart (azaz Moloch, egyes helyi változatokban „a város királya” helyett „a város ura” azaz Milk-Baˁal) koronája kifejezetten Ozirisz kétoldalt tollakkal díszített úgynevezett atef-koronájára emlékeztet. (Ozirisszal ellentétben Melkart/Moloch istent egyes helyeken és időszakokban konkrétan is azonosították Baállal.
Így a filmsorozatban megjelenő ábrázolás (talán a kobra fejdísz kivételével) inkább tekinthető – egy krimiben bőven megengedhető – spekulációnak, mintsem vaskos tévedésnek.
A populáris kultúrába viszont Belfegor – tévesen – a tévéfilmsorozatban szereplő sötét lepelbe öltözött, maszkos nőalakként került, akinek egyébként a fejkendője óegyiptomi fejkendőre emlékeztet. Bár a későbbi korok vélekedése szerint Belfegor is kísérthet csábító női alakban.

## A Bibliában

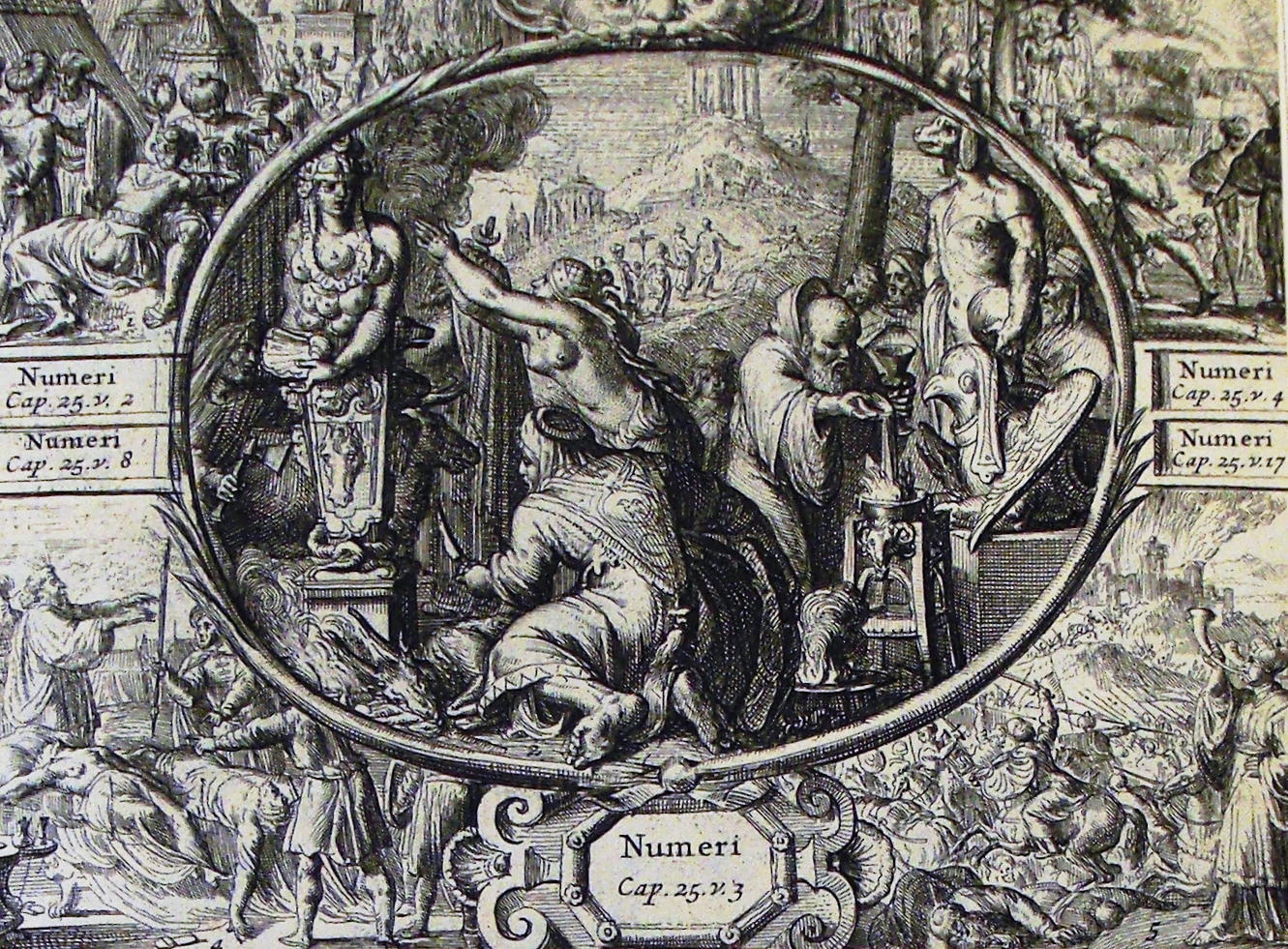
Baál-Peór bálvány imádói. Phillip Medhurst gyűjteményéből.

Mint moabita hegy istenség jelenik meg a Számok könyvében azaz Mózes negyedik könyvében.
Az érzéki rítusok, amelyekkel imádták jelzik a kapcsolatát a föníciai Baállal.
„Mikor pedig Sittimben lakozik vala Izráel, kezde a nép paráználkodni Moáb leányaival. Mert hívogaták a népet az ő isteneik áldozataira; és evék a nép, és imádá azoknak isteneit. És odaszegődék Izráel Bál-Peórhoz; az Úr haragja pedig felgerjede Izráel ellen.” (Számok könyve (Mózes 4. könyve 25. 1-3))
„Elvivé azért Bálák Bálámot a Peór tetejére, a mely a puszta felé néz. És monda Bálám Báláknak: Építtess itt nékem hét oltárt, és készíts el ide nékem hét tulkot és hét kost. Úgy cselekedék azért Bálák, a mint mondotta volt Bálám, és áldozék minden oltáron egy-egy tulkot és egy-egy kost." (Számok könyve (Mózes 4. könyve) 23. 28-30))
A későbbi Fa`ur, és valószínűleg a Chemosh is nevének egy formája (Szent Jeromos Izajás könyvéhez (15. fejezethez) írt kommentárja).

## Francia vonatkozások
Collin de Plancy A Pokol Enciklopédiája (Dictionnaire Infernal, 1818) című műve szerint Belfegor volt a Pokol nagykövete Franciaországban. Következésképpen legfőbb ellensége Mária Magdolnának, Franciaország egyik védőszentjének.

## Egyéb vonatkozások
Belfegornak a középkorban tulajdonított sajátossága, hogy felfedezésekhez segítheti az embert, a középkorban, újkorban több tudomány képviselőjét, orvosokat, alkimistákat olyan gyanúba kevert, hogy felfedezéseikben ördögi erők támogatták. Nincs azonban olyan utalás, mely szerint a Rózsakereszteseket a Belfegor történetekben szereplők szerint ilyen vádakkal illették volna az eretnekség általános vádján is túl.

## Emlékezete

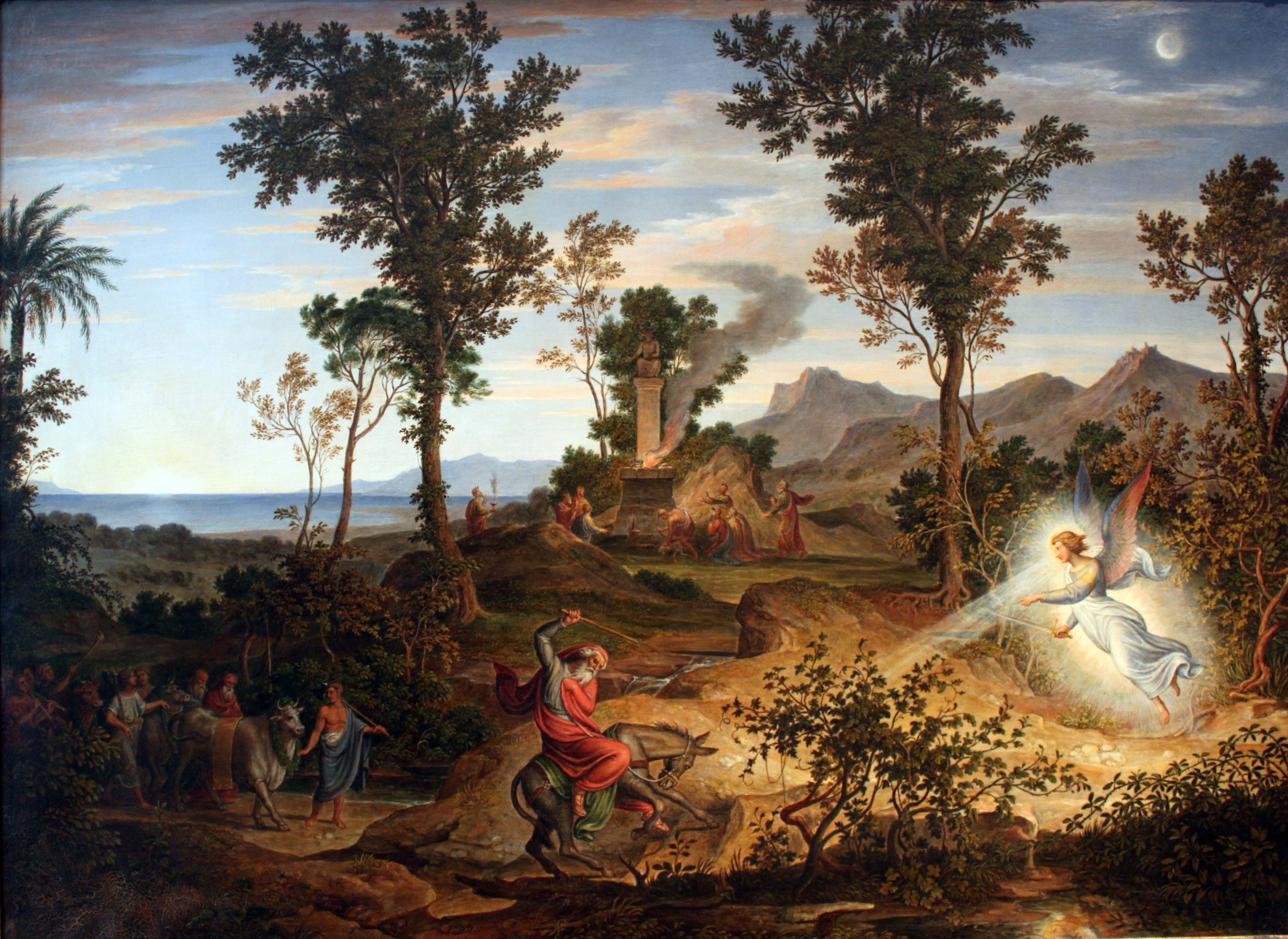
Joseph Anton Koch - Tájkép Bálámmal, 1834

A vallásos illetve a démonológiával foglalkozó művekben máig fellelhető alakja.
- A vallásos festészetben a középkortól viszonylag gyakran ábrázolt jelenet Bálám és Bálák a Peór hegyen általában Belfegorra való utalás nélkül.
- Inkább a legújabb korban a hálás ábrázolási lehetőséget több jeles festőművész is megragadta és magát az izgalmas rítust is igyekezett megjeleníteni kendőzött (pl. Joseph Anton Koch - Tájkép Bálámmal, 1834) vagy kevésbé kendőzött formában.

Machiavelli nyomán:
- Machiavelli Belfagor avagy az ördög, aki megnősült (Belfagor arcidiavolo aka Il demonio che prese moglie, 1518) címmel novellát írt Belfegorról.
- La Fontaine átdolgozása (Belphégor. Nouvelle tirée de Machiavel.) 1682-ben jelent meg.
- Ottorino Respighi Machiavelli novellája alapján operát írt megidézve a démon alakját az operaszínpadon is (Belfagor, 1923).
- Vígjáték az 1966-ban bemutatott Belfagor a pokolból című film Vittorio Gassman főszereplésével szintén Machiavelli novellája alapján (L’arcidiavolo, rendezte: Ettore Scola).
- Feltűnik alakja John Milton az Elveszett Paradicsom című eposzában (Paradise lost, 1667).

Franciaország (La Fontaine és Collin de Plancy után):
- Megjelenik Victor Hugo A tenger munkásai (Les Travailleurs de la mer, 1866) című regényében.

XX. század:

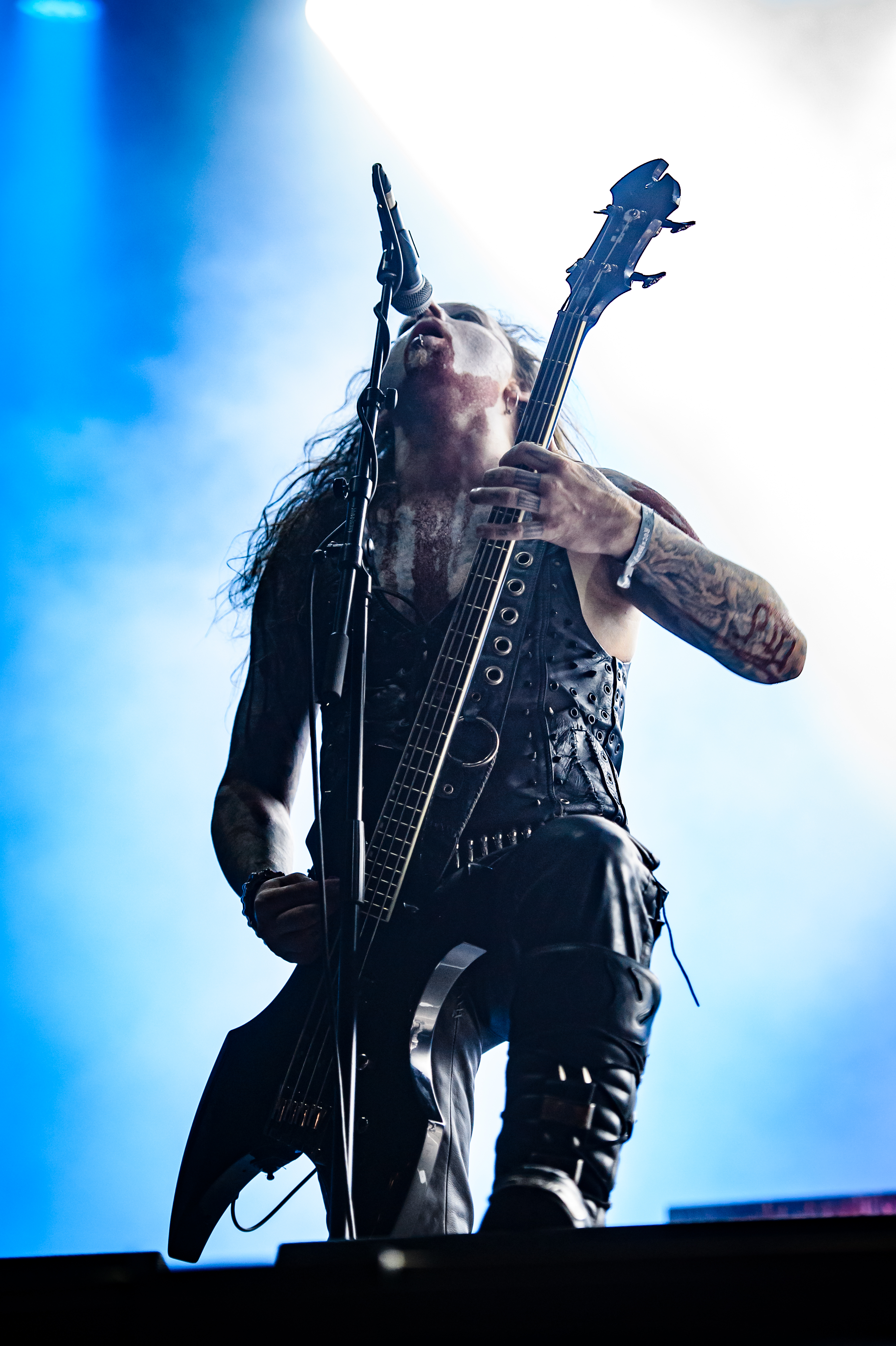
Az osztrák Belphegor együttes

- Belphégor a címe Arthur Bernède 1927-es krimi regényének, amelyből illetve folytatásaiból több film is született:
  - Henri Desfontaines 1927-es Belfegor (A detektívek királya) (Belphégor) című filmje
  - Claude Barma 1965-ös Belphegor, avagy a Louvre fantomja (Belphégor ou le Fantôme du Louvre) című tévéfilmsorozata Juliette Gréco főszereplésével.
  - Jean-Paul Salomé  2001-es mozifilmje Belphégor – A Louvre fantomja (Belphégor, le fantôme du Louvre) címmel Sophie Marceau  főszereplésével.

Zene:
- Belfegore nevét vette fel egy német  Gothic rock zenekar az 1980-as évek elején.
- Belfegor együttes (1988?-1996?) egy magyar heavy metal zenekar.
- Belphegor pedig egy 1990-es évek elején indult death metal zenekar Salzburgból.

Tudomány:
- Tréfás kedvű matematikusok Belphegor-prímnek nevezték el az 1000000000000066600000000000001 palindrom prímet, mivel tartalmazza a 666-os számot amelyet tizenhárom-tizenhárom nulla fog közre.

A legutóbbi időkben – feledve a név baljós jellegét – megjelenik cégek, termékek, létesítmények elnevezésében.